# Мангідай (Стрітенський район)
Мангіда́й (рос. Мангидай) — село у складі Стрітенського району Забайкальського краю, Росія. Входить до складу Ботівського сільського поселення.

## Населення
Населення — 165 осіб (2010; 224 у 2002).
Національний склад (станом на 2002 рік):
- росіяни — 98 %